# Iberoneta
Iberoneta nasewoa és una espècie d'aranya araneomorfa de la subfamília Erigoninae, dins de la família Linyphiidae. És l'únic membre del gènere monotípic Iberoneta.
Fou descrita per primera vegada per Christa Laetitia Deeleman-Reinhold l'any 1984.

## Distribució
És un endemisme d'Andalusia (Espanya). Es troba únicament en una cova de Benaoján, a Màlaga.